# Waterhaan
De waterhaan (Gallicrex cinerea) is een vogel uit de familie van de rallen, koeten en waterhoentjes (Rallidae).

## Verspreiding en leefgebied
Deze soort komt voor in zuidelijk en oostelijk Azië en Maleisië.